# Wolf Meyer-Christian (Jurist)
Wolf Meyer-Christian (bis 1931 Wolf-Christian Meyer; * 16. Dezember 1902 in Hamburg; † 22. September 1983 ebenda) war ein deutscher Jurist und Journalist.

## Leben
Als Sohn des Professors und Oberschulrats Wolfgang Meyer geboren, besuchte Meyer das Gymnasium in Hamburg-Wandsbek, bevor er Rechtswissenschaften in Tübingen und Hamburg studierte. Während seines Studiums wurde er 1922 Mitglied der Tübinger Burschenschaft Derendingia, der auch schon sein Vater angehört hatte.
Meyer wurde Gerichtsreferendar und Gerichtsassessor. Zum 1. März 1928 trat er in die NSDAP (Mitgliedsnummer 77.483) und im selben Jahr in die SA in Hamburg-Wandsbek ein. 1934 erhielt er das Goldene Ehrenzeichen der NSDAP. 1936 trat er aus nichtpolitischen Gründen aus der NSDAP aus, wurde aber 1937 wieder aufgenommen. Er war Mitgründer und Führer der Hochschulgruppe Hamburg des Nationalsozialistischen Deutschen Studentenbundes (NSDStB). Bei der Bücherverbrennung in Hamburg trat er als Hauptredner auf. Er diente als Zeitfreiwilliger der frühen Reichswehr.
Von 1932 bis 1933 war er als politischer Redakteur beim Hamburger Tageblatt tätig. Von 1933 bis 1934 war er Regierungsrat in Hamburg. Er arbeitete als Schriftleiter mehrerer Zeitungen, unter anderem als Hauptschriftleiter der Norddeutschen Rundschau und ab 1934 als Schriftleiter der Burschenschaftlichen Blätter. Meyer-Christian gehörte dem Reichsverband der Deutschen Presse (Mitgliedsnummer 7860) an und war Mitglied der Reichspressekammer. Er wurde Leiter der Reichspresseschule. Einer seiner Artikel in den Burschenschaftlichen Blättern, der sich gegen die Hochschulpolitik des NSDStB wandte, hatte eine Vorladung der Gestapo zur Folge, mit der Folge einer scharfen Verwarnung. 1940 wurde er Referent und Leiter des Nachrichtenbüros Transocean-Euro-Press in Berlin. Ab 1940 war er im Kriegsdienst, nahm 1941 am Balkanfeldzug teil und wurde ab 1941 in Russland eingesetzt. Mittlerweile zum Hauptmann befördert, wurde er bei einem Kommandounternehmen verwundet und kam in ein sowjetisches Lazarett, aus dem er befreit werden konnte. 1944 war er Oberstleutnant. Klaus Schickert vom Institut zur Erforschung der Judenfrage plante noch 1944, dass Wolf Meyer-Christian einen Band über den Zionismus herausbringen sollte. Nach dem Ende des Zweiten Weltkrieges wurde in den Ruinen des Reichspropagandaministeriums ein Memorandum von Wolf Meyer-Christian gefunden, in dem er den weltweiten Antisemitismus propagierte, ihn als Hitlers Geheimwaffe bezeichnete.
Meyer-Christian arbeitete später als Rechtsanwalt in Hamburg.

## Veröffentlichungen
- Die englisch-jüdische Allianz. Nibelungen Verlag Berlin, 1940. Mehrere Auflagen, zuletzt 1992 im rechtsextremen Verlag für ganzheitliche Forschung und Kultur.